# Ricken Patel
Ricken Patel (Edmonton, 8 de janeiro de 1977) é um executivo canadense. De origem canadense/britânica, presidente/fundador e diretor executivo da Avaaz, uma importante organização global da sociedade civil com a maior comunidade online do mundo, incluindo mais de 20 milhões de membros. Patel foi eleito o "Gamechanger da política" pelo Huffington Post, e listado entre os 100 melhores pensadores do mundo pela revista Foreign Policy. Ele também foi nomeado Jovem Líder Global pelo Fórum Econômico Mundial, e listado como um dos solteiros mais cobiçados pela People Magazine.

## Vida Pessoal
Patel nasceu em Edmonton, no Canadá, filho de pai indiano/queniano e mãe Inglesa de origem judaica. De acordo com um perfil no Times of London, com três anos de idade Patel sabia sobre a Guerra Fria e podia listar as partes da célula. Quando era criança estudou em uma reserva indígena, onde sofreu bullying. "Eu sempre senti solidariedade com as pessoas que sofrem injustiça. Minha teoria é que a minha mãe me deu tanto amor que eu sempre tive mais para dar.", disse ao Times.
Patel estudou Filosofia, Política e Economia (PPE) da Universidade de Oxford, onde ele ajudou os estudantes a se organizarem contra a introdução de tarifas, em 1998. Graduou-se em primeiro lugar em sua classe da universidade, e ocupou cargos de liderança no governo estudantil e ativismo estudantil. Tem um mestrado em Políticas Públicas da John F. Kennedy School of Government da Universidade de Harvard, onde (espelhando seu ativismo em Oxford), ele ajudou a liderar a campanha de divulgação da vida salarial no campus.

## Carreira
Depois de deixar Harvard, Patel morou em Serra Leoa, Libéria, Sudão e Afeganistão, fazendo consultoria para organizações, incluindo o International Crisis Group, Organização das Nações Unidas, Fundação Rockefeller, Fundação Gates, Universidade de Harvard, CARE Internacional e International Center for Transitional Justice. Este trabalho ensinou Patel: "como trazer as forças rebeldes à mesa de negociação, monitorar as eleições (secretamente), restaurar a confiança do público nos sistemas políticos corruptos e detectar quando forças estrangeiras estavam sendo manipuladas." Distinguiu-se neste trabalho por passar meses com atores não-estatais no campo, incluindo a RUF em Serra Leoa, o LURD na Libéria, e o Sudan Liberation Army e JEM em Darfur, e os senhores da guerra, incluindo o irmão do presidente Karzai no Afeganistão.
Antes de fundar a Avaaz, em 2007, Patel foi o diretor executivo fundador da Respublica, um grupo global do empreendedorismo público que trabalhou para acabar com o genocídio em Darfur e construir progressivamente o globalismo na política dos EUA, entre outros projetos. O objetivo declarado da Respublica era promover a "boa governação, a virtude cívica e a democracia deliberativa". Quando estava nos EUA, Patel foi membro online do grupo MoveOn.org, onde ele aprendeu a usar as ferramentas para campanhas online.
Em 2007, Patel fundou a organização de campanha on-line Avaaz - com o objetivo declarado de "construir uma ponte entre o mundo em que vivemos e o mundo que a maioria das pessoas querem. ". A Avaaz faz campanhas on-line e off-line sobre direitos humanos, justiça social, meio ambiente, liberdade de imprensa e questões de paz e segurança. Em cinco anos, a adesão da Avaaz se espalhou para todos os países do mundo, com mais de 20 milhões de membros.